# Stephen Dodd
Stephen Dodd (* 15. Juli 1966 in Barry, Wales) ist ein walisischer Berufsgolfer.

## Werdegang
Dodd gewann 1989 The Amateur Championship in Royal Birkdale und wurde deshalb im folgenden Jahr zum Masters im Augusta National Golf Club eingeladen, wo er in einem Flight mit Sandy Lyle und Curtis Strange spielen durfte. Anschließend schlug er die Laufbahn des Berufsgolfers ein.
Nach vielen Jahren auf der Challenge Tour, einer Turnierserie der zweiten Leistungsebene, konnte sich Dodd erst ab 2001 dauerhaft auf der European Tour etablieren. In der Saison 2005 gelang ihm dann der große Durchbruch mit zwei Turniersiegen und dem Gewinn des World Cups mit Partner Bradley Dredge für ihr Heimatland Wales. Im selben Jahr stand Dodd auch in der siegreichen Mannschaft Großbritannien & Irland bei der Seve Trophy. Im Juli 2006 holte er sich seinen dritten Turniersieg, die Smurfit Kappa European Open und den größten Scheck seiner Karriere in Höhe von 578.792 €.
Seit Sommer 2016 ist er auf der European Seniors Tour spielberechtigt.

## Turniersiege
- 1991 Memorial Olivier Barras
- 1992 Bank Austria Open (Challenge Tour)
- 1995 Welsh Professional Championship
- 2001 Welsh Professional Championship
- 2005 Volvo China Open, Nissan Irish Open (beide European Tour)
- 2006 Smurfit Kappa European Open (European Tour)
- 2007 Ryder Cup Wales Welsh PGA Championship
- 2011 Welsh National PGA Championship
- 2012 Shaikh Maktoum Dubai Open
- 2013 Abu Dhabi Golf Citizen Open
- 2014 Welsh National PGA Championship
- 2016 GRENKE Championship, Senior Italian Open (European Seniors Tour)
- 2017 Farmfoods European Senior Masters (European Seniors Tour)
- 2018 WINSTONgolf Senior Open (European Seniors Tour)
- 2021 The Senior Open (Legends Tour)

## Teilnahmen an Teambewerben
Amateur
- Walker Cup (für Großbritannien & Irland): 1989

Professional
- Seve Trophy (für Großbritannien & Irland): 2005 (Sieger)
- World Cup (für Wales): 2005 (Sieger), 2006, 2007, 2009